# Episodi di Wichita Town
La prima e unica stagione della serie televisiva Wichita Town è andata in onda negli Stati Uniti dal 30 settembre 1959 al 6 aprile 1960 sulla NBC.
| nº | Titolo originale             | Prima TV USA      |
| -- | ---------------------------- | ----------------- |
| 1  | The Night the Cowboys Roared | 30 settembre 1959 |
| 2  | Wyndham's Way                | 7 ottobre 1959    |
| 3  | Bullet for a Friend          | 14 ottobre 1959   |
| 4  | They Won't Hang Jimmy Relson | 21 ottobre 1959   |
| 5  | Drifting                     | 28 ottobre 1959   |
| 6  | Man on the Hill              | 4 novembre 1959   |
| 7  | Day of Battle                | 18 novembre 1959  |
| 8  | Compadre                     | 25 novembre 1959  |
| 9  | Passage to the Enemy         | 2 dicembre 1959   |
| 10 | Out of the Past              | 9 dicembre 1959   |
| 11 | Death Watch                  | 16 dicembre 1959  |
| 12 | The Devil's Choice           | 23 dicembre 1959  |
| 13 | Biggest Man in Town          | 30 dicembre 1959  |
| 14 | Ruby Dawes                   | 6 gennaio 1960    |
| 15 | Bought                       | 13 gennaio 1960   |
| 16 | The Long Night               | 20 gennaio 1960   |
| 17 | Seed of Hate                 | 27 gennaio 1960   |
| 18 | The Avengers                 | 3 febbraio 1960   |
| 19 | Brothers of the Knife        | 10 febbraio 1960  |
| 20 | Afternoon in Town            | 17 febbraio 1960  |
| 21 | The Frontiersman             | 2 marzo 1960      |
| 22 | The Hanging Judge            | 9 marzo 1960      |
| 23 | Second Chance                | 16 marzo 1960     |
| 24 | Paid in Full                 | 23 marzo 1960     |
| 25 | The Legend of Tom Horn       | 30 marzo 1960     |
| 26 | Sidekicks                    | 6 aprile 1960     |

## The Night the Cowboys Roared
- Prima televisiva: 30 settembre 1959
- Diretto da: Jerry Hopper
- Soggetto di: Daniel B. Ullman

### Trama
- Guest star: Herbert Rudley (Yeager), James Coburn (Fletcher), Robert Foulk (Joe Kingston), Tony Montenaro Jr. (Manuel), Bob Anderson (Aeneas McLinahan), Earle Hodgins (vecchio), Neil Grant (Santley), Chuck Hayward (Bridey), Pitt Herbert (Sutton), Don Kennedy (McGraw), Allan Watts (Dilling), Frank Ferguson (Eric Holbein)

## Wyndham's Way
- Prima televisiva: 7 ottobre 1959

### Trama
- Guest star: Joe Bassett, John Pickard, George N. Neise (dottor Wyndham)

## Bullet for a Friend
- Prima televisiva: 14 ottobre 1959
- Diretto da: R. G. Springsteen
- Scritto da: David P. Harmon

### Trama
- Guest star: Robert J. Wilke (Johnny Burke), James Griffith (Vic Parker), Robert Foulk (Joe Kingston), Bob Anderson (Aeneas McLinahan), Charles Seel (vecchio), Don Keefer (impiegato), Carlos Romero (Rico Rodriguez)

## They Won't Hang Jimmy Relson
- Prima televisiva: 21 ottobre 1959

### Trama
- Guest star: Vic Morrow (Jimmy Relson), Dave Willock (Quincy)

## Drifting
- Prima televisiva: 28 ottobre 1959
- Diretto da: Jerry Hopper
- Scritto da: Frank Davis

### Trama
- Guest star: L. Q. Jones (Walter), Denny Niles (George Tyler), Pitt Herbert (Art Sutton), John Larch (Gant), John McIntire (Frank Matheson), Helen Conrad (Mrs. Fowler), Bob Anderson (Aeneas McLinehan)

## Man on the Hill
- Prima televisiva: 4 novembre 1959

### Trama
- Guest star: Jan Shepard (Clara Bennett), Jennifer Lea (Marianne), Don Grady (Arnie Slocum), Virginia Gregg (Mal Slocum), William Schallert (Al Watson), Mort Mills (Pete Bennett)

## Day of Battle
- Prima televisiva: 18 novembre 1959

### Trama
- Guest star: Jean Willes (Myra Dudley), John Stephenson (Cavendish), Robert Foulk (Joe Kingston), Harry Lauter (Jim Dudley), Nan Leslie (Margaret Cook)

## Compadre
- Prima televisiva: 25 novembre 1959

### Trama
- Guest star: Robert Foulk (Joe Kingston), Victor Millan (Rafael)

## Passage to the Enemy
- Prima televisiva: 2 dicembre 1959

### Trama
- Guest star: Ben Cooper (Tom Warren), Jean Inness (Mrs. Warren), Robert Vaughn (Frank Warren)

## Out of the Past
- Prima televisiva: 9 dicembre 1959

### Trama
- Guest star: Skip Homeier (Murdock), Robert H. Harris (Gus Ritter), Jan Stine (Gus Ritter Jr.)

## Death Watch
- Prima televisiva: 16 dicembre 1959

### Trama
- Guest star: Tina Carver (Milly Davis), Joan Berry (Ida Taylor), Bob Anderson (Aeneas McLInehan), Phillip Pine (Charlie Wilkes), John Dehner (Lew Lowry), Donald Elson (Fred), Howard Negley (Luke Connors), George N. Neise (dottor Wyndham)

## The Devil's Choice
- Prima televisiva: 23 dicembre 1959

### Trama
- Guest star: Dabbs Greer (John Matthews), Arthur Space (Sid Durant), Dave Willock (Quinch), Earle Hodgins (professore), Fred Sherman (conducente), Bob Swan, Richard Coogan, Robert Bray

## Biggest Man in Town
- Prima televisiva: 30 dicembre 1959

### Trama
- Guest star: Bill Catching (Ab Singleton), Ron Hagerthy (Tod), Yvonne Lime (Fran), Don Dubbins (Pete McGlasson)

## Ruby Dawes
- Prima televisiva: 6 gennaio 1960

### Trama
- Guest star: Gregory Walcott (Willy Sparks), Jock Gaynor (Joe Malone), Charles Aidman (Wes Barker), Marilyn Erskine (Ruby Dawes)

## Bought
- Prima televisiva: 13 gennaio 1960

### Trama
- Guest star: Cliff Field (Gregg), Rodney Bell (Dixon), Enid James (Thursday), Robert Middleton (Sam Buhl)

## The Long Night
- Prima televisiva: 20 gennaio 1960
- Diretto da: R. G. Springsteen
- Scritto da: Paul Savage

### Trama
- Guest star: Peter Leeds (Dan Sommers), Sherwood Price (Chet Sommers), Carlos Romero (Rico Rodriguez), Charles Seel (Charlie Cruter), Joe McGuinn (sceriffo), Richard Keene (uomo), Angus Duncan (Seth Johnson), George N. Neise (dottor Nat Wyndham)

## Seed of Hate
- Prima televisiva: 27 gennaio 1960

### Trama
- Guest star: Ben Chadwick (nativo), Armand Alzamora (nativo), Francis McDonald (dottore), Harry Harvey, Jr. (Gil Larson), Larry Chance (nativo), Keith Larsen (Blue Raven)

## The Avengers
- Prima televisiva: 3 febbraio 1960

### Trama
- Guest star: John Milford (Hazen), Paul Carr (Jud), Tom Gilson (Kinard), Emile Meyer (Pa)

## Brothers of the Knife
- Prima televisiva: 10 febbraio 1960
- Diretto da: Jesse Hibbs
- Scritto da: Lawrence Menkin

### Trama
- Guest star: David Whorf (Joe Tomasino), Jay Novello (Frank Ruzzo), Anthony Caruso (Zitto Vizzini), Robert Carricart (Dom Micelli), Janet Stewart (cameriera), Charles Seel (Charlie Cruter), Dave Willock (Quincy), Nestor Paiva (Rico Bunetta), Joseph Vitale (Robert Fazella), Mario Siletti (Mario Bartelme), Naomi Stevens (Rosa Vincenti), Jan Arvan (Louis Vincenti), Abraham Sofaer (Victor Tomasino)

## Afternoon in Town
- Prima televisiva: 17 febbraio 1960

### Trama
- Guest star: Suzanne Lloyd (Laura), James Coburn (Wally), Dick Sargent (Scotty)

## The Frontiersman
- Prima televisiva: 2 marzo 1960
- Diretto da: Walter Grauman
- Scritto da: Eric Freiwald, Robert Schaefer

### Trama
- Guest star: Gene Evans (Otis Stockett), Frank Killmond (Eddie Danvers), Bob Anderson (Aeneas McLinahan), Robert Foulk (Joe Kingston), Mary Sinclair (Hannah Bernard), Ruthie Robinson (Ellie), Gil Rogers (Billy), Cliff Fields (Tyler), George N. Neise (dottor Wyndham)

## The Hanging Judge
- Prima televisiva: 9 marzo 1960

### Trama
- Guest star: Phil Chambers (Tully), William Leslie (Dan Upham), Carl Benton Reid (senatore Gray), Yale Wexler (Jim Kling), Suzi Crandall (Mary Parker), Frank Lovejoy (giudice Parker)

## Second Chance
- Prima televisiva: 16 marzo 1960

### Trama
- Guest star: Jane Nigh (Myra Henderson), Dennis Cross (Fred Keever), Robert F. Simon (Walt McCloud), Charles Herbert (Jed McCloud), John Pickard (Bain), Tom Drake (Rare McCloud)

## Paid in Full
- Prima televisiva: 23 marzo 1960

### Trama
- Guest star: Dick Cutting (Roy Higgins), I. Stanford Jolley (Smokey), John McIntire (Frank Matheson)

## The Legend of Tom Horn
- Prima televisiva: 30 marzo 1960

### Trama
- Guest star: Robert Bice (Bill Mace), Joe Partridge (Joe Moss), Michael Pate (Kotana), Denver Pyle (Aaron Faber), Nancy Gates (Laurie Carter)

## Sidekicks
- Prima televisiva: 6 aprile 1960

### Trama
- Guest star: Alan Hale, Jr. (Wally), Ron Hayes (Scotty), Suzanne Lloyd (Laura Canfield), Dub Taylor (Newt)